# ウェイン・ユーイング
ウェイン・S・ユーイング（英語: Wayne S. Ewing、1929年2月14日 - 2010年3月19日）は、アメリカ合衆国の政治家。ペンシルベニア州議会上院議員を務めた。